# Arcana (datorspel)
Arcana, i Japan känt som Card Master: Rimsalia no Fuuin (カードマスター リムサリアの封印?), är ett rollspel utgivet 1992 till SNES av HAL Laboratory.
Spelet är kortspelsbaserat, men utformat som ett rollspel.

## Handling
Den unge pojken Rooks skall med hjälp av magiska kort rädda världen från den onde Galneon.

### Fotnoter
1. ↑  ”Arcana” (på engelska). Mobygames. 12 mars 1992. http://www.mobygames.com/game/arcana. Läst 16 maj 2014.